# 西迪濟安
35°59′36″N 3°15′20″E / 35.99333°N 3.25556°E

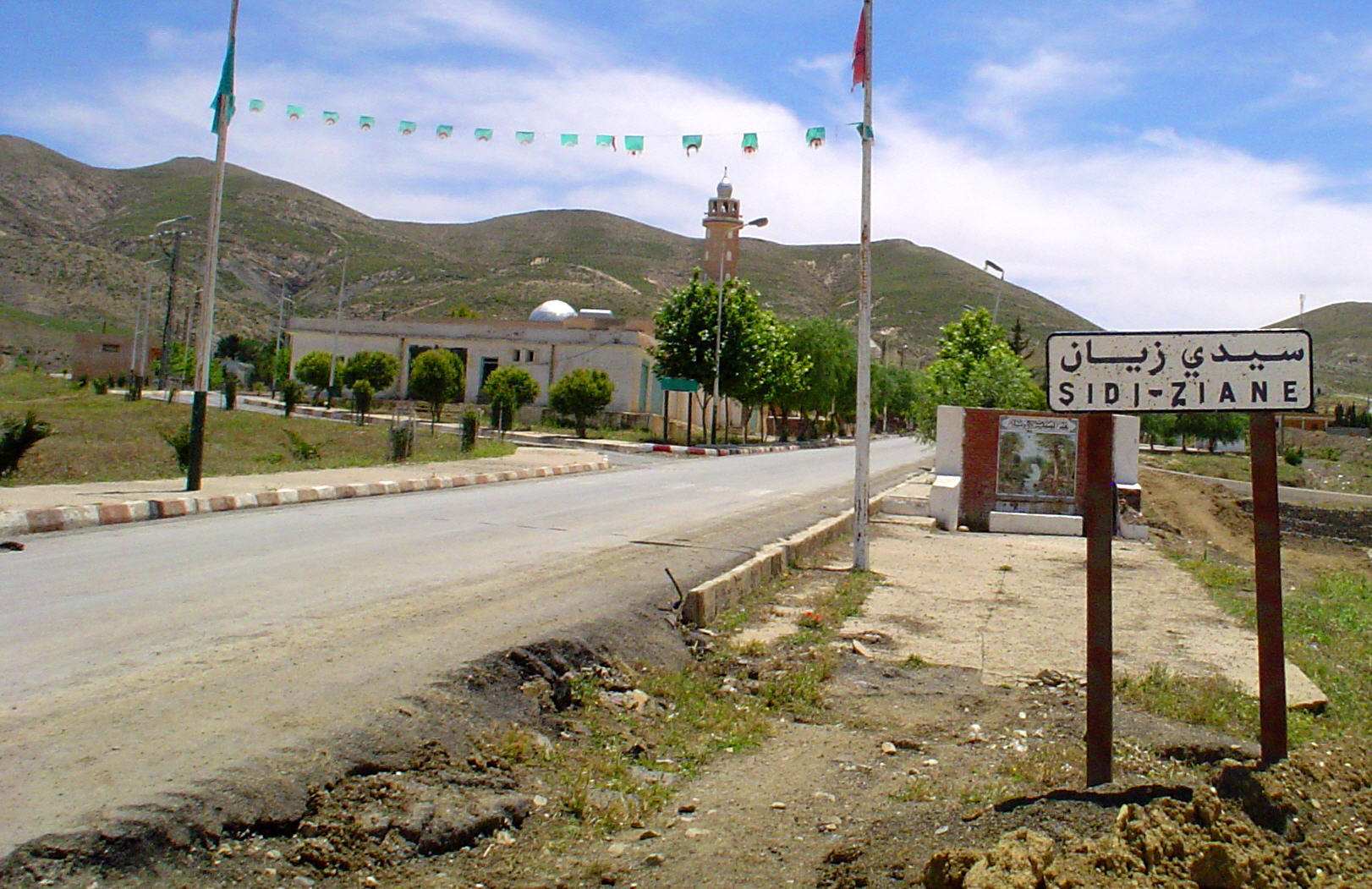

西迪濟安（阿拉伯语：‎），是阿爾及利亞的城鎮，位於該國北部麥迪亞省，由蘇瓦吉區負責管轄，面積64平方公里，2008年人口2,671，人口密度每平方公里42人。